# سید جعفر پیشه‌وری
میرجعفر جوادزاده مشهور به سیدجعفر پیشه‌وری (۱۲۷۲–۱۳۲۶) سیاستمدار، روزنامه‌نگار و انقلابی کمونیست ایرانی بود. او نخست‌وزیر حکومت خودمختار آذربایجان، مؤسس فرقه دموکرات آذربایجان و کمیسر امور داخله جمهوری شورایی گیلان بود. پیشه‌وری از بنیان‌گذاران و عضو کمیتهٔ مرکزی حزب عدالت در باکو، از مؤسسان حزب کمونیست ایران در نخستین کنگره آن و دبیر مسؤول تشکیلات این حزب در تهران بود. پیشه‌وری در باکو سردبیر روزنامه دوزبانه ترکی آذربایجانی – فارسی «حُرّیَت» بود، و گرداننده اصلی روزنامه حقیقت بود که در ۱۳۰۰–۱۳۰۱ در تهران منتشر می‌شد. بعدها او روزنامه آژیر را در تهران منتشر کرد.

## اوایل زندگی
او در ۱۲۷۲ خورشیدی در روستای زاویه سادات خلخال زاده شد و در ده یا دوازده سالگی و پس از گذراندن بخشی از تحصیلات ابتدایی، به همراه خانواده‌اش که در یک آشوب دارایی‌شان را از دست داده بودند، به قفقاز رفت. در آن زمان باکو به عنوان یک مرکز جدید صنعتی هزاران جویای کار را به خود می‌پذیرفت. او در باکو در دانشگاه کمونیستی زحمتکشان شرق تحصیل کرد، و در آن‌جا ضمناً در مدارس اتحاد ایرانیان و بلدیه به شغل معلمی پرداخت.

## فعالیت سیاسی
پس از انقلاب روسیه، به مرام کمونیستی علاقه‌مند شد و فعالیت مطبوعاتی خود را با مقاله‌نویسی در نشریه «آچیق سوز» (حرف بی‌پرده)، ارگان حزب مساوات آغاز کرد و سپس با روزنامه آذربایجان، جزء لاینفک ایران، ارگان حزب دموکرات ایران شعبه باکو همکاری کرد. در پی حوادث اسفند ۱۲۹۶ و افزایش فعالیت‌های سوسیالیستی بین کارگران باکو به حزب عدالت پیوست و در نشریاتی چون حریت، ارگان حزب عدالت، و دیگر نشریات چپ باکو به فعالیت روزنامه‌نگاری ادامه داد. او در اواسط سال ۱۲۹۸ در خلال کنفرانس عمومی حزب عدالت به عضویت کمیتهٔ مرکزی آن درآمد. پس از سلطه بلشویک‌ها بر جمهوری آذربایجان و اشغال انزلی توسط شوروی در اواخر اردیبهشت ۱۲۹۹ او در گیلان به همراه دیگر اعضای حزب عدالت فعالیت سیاسی گسترده‌ای را شروع کردند. در اوایل تیر آن سال حزب عدالت طی یک کنگره به حزب کمونیست ایران تغییر نام داد و پیشه‌وری عضو کمیته مرکزی آن شد. او پس از یک کودتا، وزیر امور خارجه جمهوری گیلان شد.
او در کنگره خلق‌های خاور در باکو به عنوان نماینده ایران حضور داشت. او با شکست نهضت جنگل ایران را ترک کرد. او در باکو روزنامه اَکینجی (زارع) را چاپ می‌کرد.
با تفاهم ایران و شوروی و وجود امکان برای فعالیت‌های علنی، او به هیئت تحریریه روزنامه حقیقت، ارگان اتحادیه عمومی کارگران ایران پیوست. وی در نوشتن مقالات این نشریه چپ که در آن زمان از مهم‌ترین نشریات سیاسی بود نقشی مهم داشت. این نشریه در تیر ۱۳۰۱ توقیف شد و پیشه‌وری به علت فشارهای شدید دولت به باکو رفت. او در آنجا معلمی کرد ولی به گفته خود به دلیل تمایل همسرش و وضعیت ایرانیان باکو و در پی تشکیل دومین کنگره حزب کمونیست ایران برای سازماندهی مجدد فعالیت صنفی و سیاسی به ایران برگشت و دبیر کمیته مرکزی و مسؤول تشکیلات حزب کمونیست ایران در تهران شد. او پس از مدتی اقامت در بابل احتمالاً در زمستان ۱۳۰۶ وارد تهران شد و تا اوایل سال ۱۳۰۸ مدیریت کتابفروشی کتابخانه فروردین را داشت. در اواخر تابستان آن سال معلم مدرسه شوروی شد. در سال ۱۳۰۹ به همراه دیگر اعضای شبکه کمونیستی دستگیر و سرانجام در اواخر ۱۳۱۸ محاکمه و به جرم «قبول فرقه اشتراکی و تبلیغ آن» به «ده سال حبس مجرد و سه سال حبس تأدیبی» محکوم شد. اندکی قبل از شهریور ۱۳۲۰ پس از ده سال محکومیت در ۱۳۱۹ به کاشان تبعید شد ولی در پی سقوط رضاشاه دوباره وارد عرصه سیاسی شد.

### پس از سقوط رضا شاه
او که از اعضای مؤسس حزب توده در نشست مهر ۱۳۲۰ بود، و نقش مهمی در تدوین اولین مرامنامه آن داشت به علت اختلافات سیاسی قبلی با بعضی از رهبران دیگر حزب ناشی از دسته‌بندی‌های حزب کمونیست در دهه ۱۳۰۰ و وجود اختلاف و شکاف بین کمونیستهای قدیمی در زندان رضا شاه از جمله شخص دکتر تقی ارانی و آوانسیان و تسری جدی آن به «حزب توده ایران» یا به این دلیل که ماهیّت کمونیستی «حزب توده» چندان روشن نبود یا شاید به این دلیل که پیشه‌وری شخصیت خویش را بسیار فراتر و موجه‌تر از مؤسسان حزب توده می‌دید، در حزب چندان فعالیتی نکرد. او روزنامه آژیر را تأسیس و نخستین شماره آن را در اول خرداد ۱۳۲۲ منتشر کرد. این روزنامه با وجود چپ بودن، حزبی نبود. خط مشی این روزنامه هم احتمالاً از دلایل دوری حزب از پیشه‌وری بود چرا که به علت یادداشت وی به مناسبت مرگ رضاشاه جلوی حضور او به عنوان نماینده منتخب حزب در نخستین کنگره حزب توده ایران در مرداد ۱۳۲۳ را گرفتند.
پیشه‌وری در انتخابات دوره چهاردهم مجلس شورای ملی به عنوان نماینده اوّل تبریز انتخاب شد ولی در ۲۳ تیرماه ۱۳۲۳ اعتبارنامه وی علی‌رغم حمایت دکتر مصدق از وی به علت مخالفت نمایندگان محافظه کار به رهبری سیدضیاءالدین طباطبائی و حمایت بعضی از نمایندگان حزب توده از آن‌ها تصویب نشد. این اتفاق تکان‌دهنده و تلخ، روزهای تاریک گذشته را در ذهنش تداعی می‌کرد. بسیاری از پژوهشگران معتقدند که این مسئله عامل اصلی انزواء و فرو غلتیدن پیشه‌وری در دامن روس‌ها بوده است و این اقدام نمایندگان مجلس را یکی از مهم‌ترین عوامل تقویت انگیزه پیشه‌وری برای تشکیل فرقه دمکرات آذربایجان دانسته‌اند؛ به‌طوری‌که نقل شده هنگام رد اعتبار نامه پیشه‌وری، او با صراحت گفته است: «من به این سادگیها دست بردار نیستم و خیلی زود حساب این مرتجعین مارک‌دار را خواهم رسید»؛ «من از پنجره بیرون رفتم ولی از در وارد خواهم شد».

تصویر متن اصلی فرمان استالین (به زبان روسی) به میرجعفر باقرف برای ایجاد فرقه دموکرات آذربایجان و جنبش‌های تجزیه طلبانه در ایران

### فرقه دموکرات و حکومت خودمختار آذربایجان
پس از جنگ جهانی، شوروی به عنوان یکی از فاتحان آن، خط مشی توسعه‌طلبانه را در خصوص ایران در پیش گرفت که منجر به تلاش برای گرفتن امتیاز نفت شمال، فرا نخواندن نیروهایش از شمال و تأسیس حکومت‌های خودمختار در آذربایجان و کردستان شد. یکی از مهم‌ترین اسناد حزب کمونیست شوروی در روز ششم ژوئیه ۱۹۴۵ میلادی، پانزدهم تیر سال ۱۳۲۴ خورشیدی، در کمیته مرکزی این حزب برای ایجاد جنبش‌های تجزیه طلبانه در آذربایجان ایران و جنوب خزر تصویب شد. همه این اسناد امضای استالین را داشت و او مستقیماً در این موضوع نقش داشته است. در این سند آشکارا گفته شده که برای توسعه حرکت تجزیه‌طلبانه در آذربایجان، مجموعه‌ای از فعالیت‌ها، همچون تأکید بر روی شعارهایی خاص، انتشار چندین کتاب و روزنامه به زبان‌هایی غیر از فارسی و با تیراژ بالا، تغییر زبان در سازمان‌ها و اداره‌ها، تقسیم اراضی و… انجام شود. همچنین حزبی ملی تشکیل شود و به باقرُف، تیمور قلی‌اُف و میرزا ابراهیم‌اُف وزیر فرهنگ آذربایجان شوروی سپرده شده بود که اقدام‌های لازم در این زمینه را انجام دهند. در این سند حتی نام حزب، یعنی «فرقه دموکرات آذربایجان» نیز پیشنهاد شده است. از این رو، در میانه تابستان سال ۱۳۲۴ خورشیدی، سران جمهوری آذربایجان به دستور شخص استالین ملزم شدند که خیلی زود دست به کار شوند و در ایران، کسانی را پیدا کنند تا برایشان حزبی با نام «فرقه دموکرات آذربایجان» تأسیس کنند و جدایی طلبی را تبلیغ کنند.
جمیل حسنلی، از نویسندگان پروژه مطالعات جنگ سرد دانشگاه هاروارد، می‌گوید که باقروف برای انتخاب رهبر فرقه، گزینه‌های مختلفی داشته: «در مورد رهبری حزب، باقروف گزینه‌های مختلفی از جمله شبستری، پیشه‌وری و سلام الله جاوید را داشت که این افراد با هواپیمای نظامی مخفیانه به باکو برده شدند و مذاکراتی با آنها انجام گرفت. باقروف انتخاب پیشه‌وری به رهبری حزب را مناسب تر از دیگر گزینه‌ها می‌دانست و در پیشنهاد خود نوشته بود برای حزبی که قرار است تشکیل شود، رهبری پیشه‌وری مفیدتر است.» سپس در اوایل ماه اوت یعنی میانه تابستان ۱۳۲۴ و یکماه بعد از دستور استالین، احمد یعقوب‌اف، مستشار سفارت شوروی در تهران به تبریز سفر کرد تا به کارهای مقدماتی برای تشکیل فرقه سرعت ببخشد. بعد از این، کار بر روی بیانیه اعلام موجودیت فرقه دموکرات انجام شد و اسامی کسانی که قرار بود این بیانیه را امضا کنند به باکو فرستاده شد تا فهرست اسامی به تأیید باکو و مسکو برسد.
پس از تأیید فهرست، سید جعفر پیشه‌وری در سال ۱۳۲۴ به تبریز رفت و با تنی چند از دیگر فعالان سیاسی آذربایجانی تأسیس فرقه دموکرات آذربایجان را انجام و با انتشار بیانیه دوازده شهریور اعلام موجودیت کرد. اختیارات گسترده‌تر محلی از لحاظ اداری، تدریس زبان ترکی در مدارس در کنار زبان فارسی و اصلاحات ارضی و اقتصادی از جمله مهم‌ترین خواسته‌هایی بود که در توضیح اهداف و خواسته‌های این تشکل جدید سیاسی عنوان شده بود. به دنبال آن پس از تشکیل مجلس ملی در تاریخ ۲۱ آذر ۱۳۲۴ حکومت خودمختار آذربایجان را برپا داشت. این اقدام او همراه با تصرّف پادگان‌ها و واحدهای نظامی توسط اعضای فرقه دمکرات موسوم به فدائیلر در تبریز، ارومیه، زنجان، اردبیل و دیگر شهرهای آذربایجان بود. این حرکت مورد پشتیبانی نیروهای نظامی شوروی بود. فرقه دموکرات، کنگره خلق آذربایجان را تشکیل داد که در ۳۰ آبان ۱۳۲۴، دستور به تشکیل انتخابات برای تشکیل مجلس ملی آذربایجان و نهایتاً حکومت ملی آذربایجان داد. مجلس ملی در نخستین اقدام خود در ۲۱ آذر، تشکیل حکومت ملی به نخست‌وزیری پیشه‌وری را اعلام کرد. پس از تشکیل دولت احمد قوام در بهمن ۱۳۲۴، و با تلاشهای سیاسی وی و با ارائه پرونده‌ایی به سازمان تازه تأسیس ملل در خصوص عدم دخالت شوروی در امور داخلی کشور ایران، سازمان ملل قطع نامه‌ایی مبنی بر عدم دخالت شوروی در امور داخلی ایران و ترک نیروی نظامی از ایران را صادر نمود. در بهار ۱۳۲۵ شوروی موافقت کرد نیروهایش را از ایران خارج کند. پیشه‌وری در اردیبهشت برای مذاکره با مقامات تهران، به این شهر سفر کرد و در اواخر خرداد هیئت اعزامی تهران با او در تبریز مذاکره کرد. دولت مرکزی در نیمه دوم ۱۳۲۵ برای اعاده حاکمیت خود در آذربایجان نیروی نظامی مستقر کرد و فرقه دموکرات از هم پاشید و پیشه‌وری پس از واگذار کردن رهبری فرقه در ۱۹ آذر به محمد بی‌ریا، چند روز قبل از سقوط کامل فرقه دموکرات به همراه چند تن از دیگر رهبران فرقه که انبوهی از فعالان این جنبش که بعداً به آنان پیوستند به شوروی پناه برد و در باکو اقامت گزید.

## ارتباط با شوروی در بحران

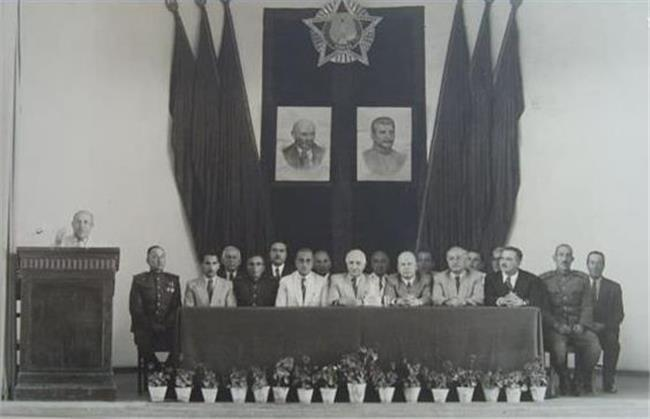
تصویر دسته جمعی اعضای فرقه دموکرات. در میانه تصویر سید جعفر پیشه‌وری حضور دارد و در بالای سر جمعیت دو پیکره بزرگ از لنین و استالین، رهبران کمونیست شوروی سابق به چشم می‌خورد.

### نامه به سران شوروی
پس از شروع مذاکرات روسیه و ایران، سران «فرقه دموکرات آذربایجان» تلگرافی به میرجعفر باقراف، دبیر اول کمیته مرکزی «حزب کمونیست آذربایجان» به «جمهوری شوروی سوسیالیستی آذربایجان» مخابره کردند که متن آن در روزنامه آذربایجان، ارگان کمیته مرکزی «فرقه دموکرات آذربایجان» به چاپ رسید در متن تلگراف مذکور چنین آمده است:
پدر عزیز و مهربان میرجعفر باقراف.

خلق آذربایجان جنوبی که جز لاینفک آذربایجان است، مانند همه خلق‌های جهان، چشم امید خود را به خلق بزرگ شوروی و دولت شوروی دوخته است.
چندی بعد جعفر پیشه‌وری، از استالین درخواست می‌کند مخفیانه برایشان اسلحه بفرستد تا با جنگ مسلحانه، آذربایجان را از ایران جدا کنند و به او قول می‌دهد که نخواهند گذاشت کارگزارانِ دولت ایران از این موضوع اطلاع بیابد. به او اطّلاع می‌دهند که مردم آذربایجان خواهان جدایی از ایران هستند ولی اگر استالین ترجیح بدهد که فعلاً از ایران جدا نشوند، هم‌همچنان برای برقرار کردن دولت سوسیالیستی در ایران تلاش خواهند کرد. او همچنین پیوسته ادعا می‌کرد که «تمام ایران آماده انقلاب است».

### نامه استالین به پیشه‌وری
در هشتم ماه مه ۱۹۴۶ (۱۳۲۵) یعنی یک روز قبل از خروج کامل قوای شوروی از ایران، استالین در اقدامی بی‌سابقه، با توجه به نارضایتی پیشه‌وری، در نامه ای به او، علل خروج نیروهای شوروی از ایران را به او توضیح می‌دهد و در جایی از نامه می‌گوید که «بنظر می‌رسد شما در بررسی وضع داخلی ایران و همچنین بُعد بین‌المللی مسئله دچار اشتباه شده‌اید.»

### نامه پیشه‌وری به استالین
پیشه‌وری به تاریخ ۱۷ آذر ۱۳۲۵، نامه‌ای به رهبر اتحاد جماهیر شوروی نوشت:

- مادام که مرزهایمان باز هستند و قدرت ملی مان پابرجاست، مقدار کمی به ما سلاح داده شود؛ زیرا اگر سرکوبها به این روال پیش رود، این جدایی دیگر ممکن نخواهد شد. ما به‌راحتی قادریم این سلاح‌ها را چنان مخفیانه به‌دست قوای ملی برسانیم که نیروی مخالف، از آن مطلع نشود. پس از شروع و شدت درگیری انجام این کار بسیار سخت خواهد بود. ما سلاح زیادی نمی‌خواهیم. منظور ما اندک مقداری است تا فدائیان ناگزیر نشوند با دست خالی جلوی دشمن بروند.
- حالا که قوام جنگ را شروع کرده و به ریختن خون برادران ما پرداخته است، اجازه داده شود ما نیز از هر سو او را در تنگنا قرار دهیم، تا از این طریق امکان قیام آزادیخواهان همه جای ایران را فراهم کرده، نهضت بزرگی در سراسر ایران آغاز نماییم و با سرنگون ساختن حکومت ارتجاعی تهران، حکومتی دموکراتیک به جای آن مستقر سازیم.
- اگر این کار به صلاح نیست، بگذارید از تهران کاملاً قطع رابطه کنیم و حکومت ملی خویش را به‌وجود آوریم. ([مردم ما] به راه حل اخیر بیشتر تمایل دارد). سیاست شوروی هر کدام از این دو راه را که انتخاب کند، ما می‌توانیم آن را شرافتمندانه اجرا کنیم و موفق گردیم.
- شکست سیاست شوروی در مسئله نفت در ایران، به معنی شکست سیاست ترقی‌خواهانه در ایران است. این شکست ضربه بزرگی به جنبشهای دموکراتیک در خاور زمین خواهد زد؛ زیرا همانگونه که جنبش آذربایجان تأثیر عظیم و مثبتی بر جای نهاده است، شکست آن نیز تأثیر منفی عظیمی برجای خواهد نهاد.

### درخواست خروج از ایران از سوی باکو
نمایندگان شوروی در پاییز ۱۳۲۵، سران فرقه را دعوت کردند تا آنها را از تصمیم خود مطلع کنند. در این دیدار، سرهنگ قلی‌اف (معاون آتاکیشیوف، وزیر امنیت جمهوری آذربایجان شوروی که نقش رابط را میان تبریز و باکو بر عهده گرفته بود) از پیشه‌وری خواست که به کناره‌گیری از فرقه بیندیشد و جانشینی برای خود انتخاب کند. پیشه‌وری در واکنش می‌گوید «آخر چطور می‌شود که من به این سادگی استعفا کنم؟ این نظر کیست؟ این رفتار جوانمردانه‌ای نیست از سوی رفقای شوروی.» در جواب سرهنگ قلی‌اف با تندی به پیشه‌وری می‌گوید: «‘سَنی گتیرن، سَنه دِییر گِت. همان کسی که شما را آورده، حالا می‌گوید، شما باید بروید’.»
در نهایت، یک روز مانده به ۲۱ آذر ۱۳۲۵ نمایندگان باقروف به پیشه‌وری و دیگر رهبران بالای فرقه گفتند که بزودی چند ماشین می‌آیند تا آنها را به باکو ببرند. پیشه‌وری نیز آنگونه که خودش گفته علی‌رغم خواست خودش تبریز را ترک می‌کند.
نامه‌های دست‌نویس جعفر پیشه‌وری به رهبر اتحاد جماهیر شوروی:

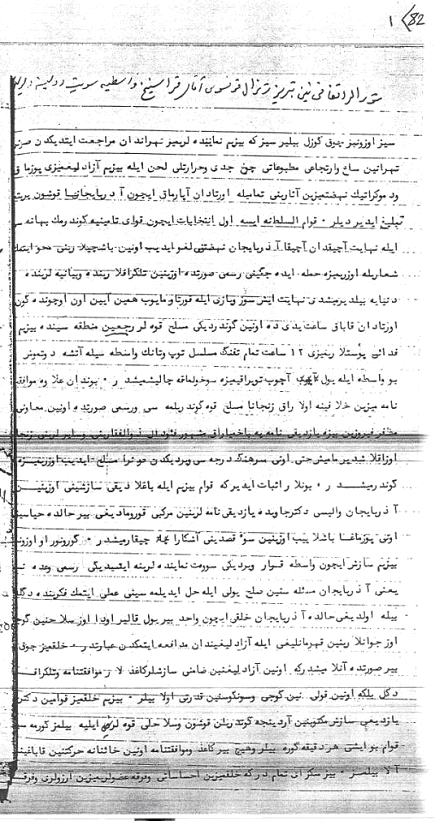
نامه پیشه وری به استالین
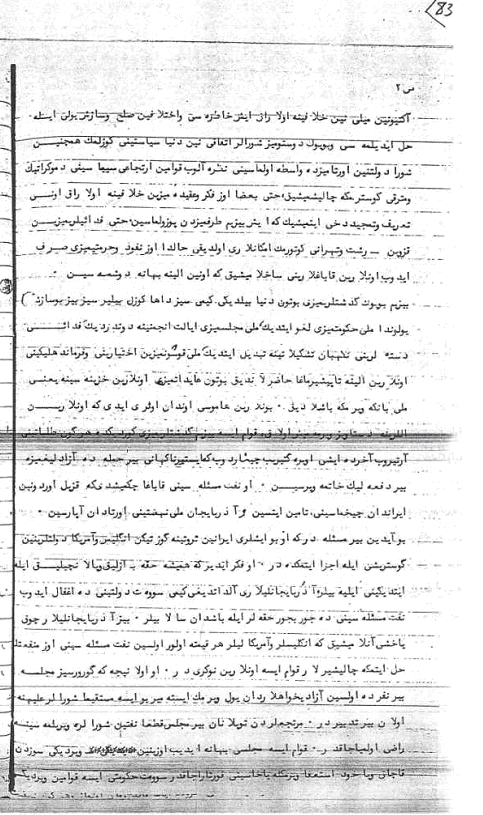
نامه پیشه وری به استالین
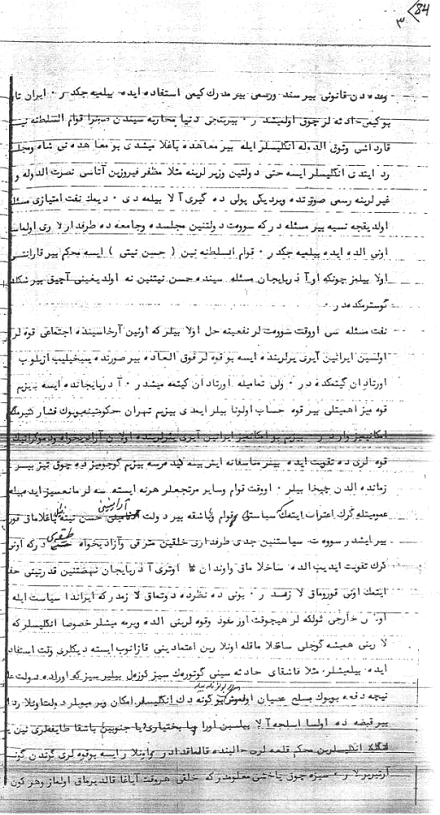
نامه پیشه وری به استالین
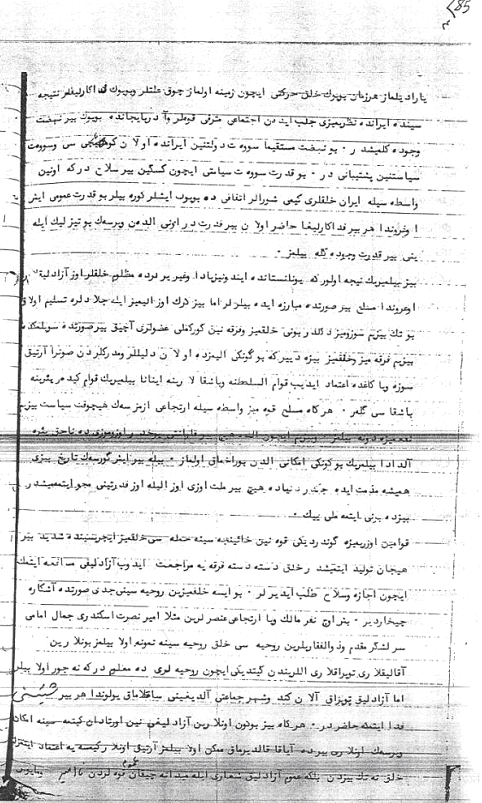
نامه پیشه وری به استالین
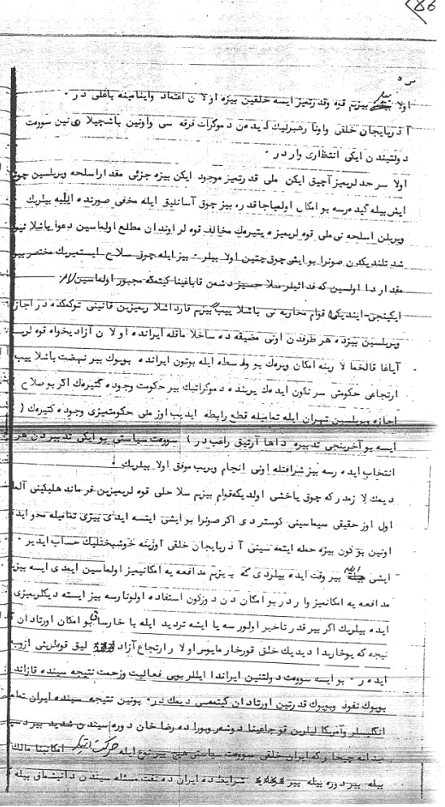
نامه پیشه وری به استالین
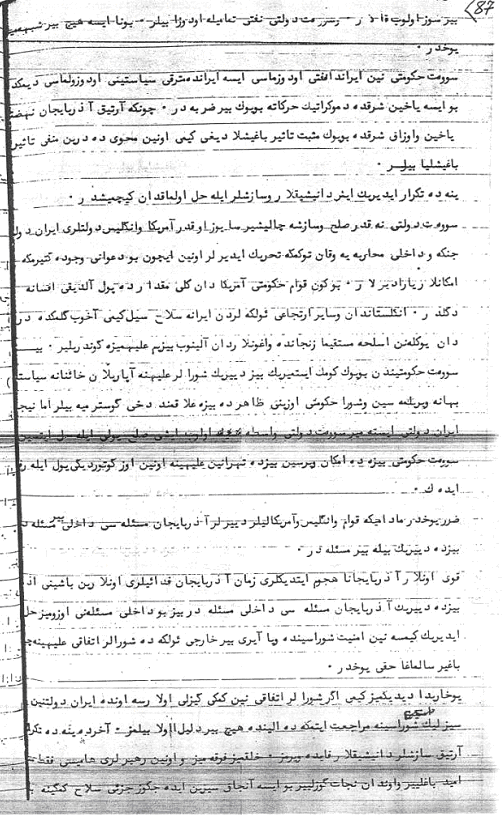
نامه پیشه وری به استالین
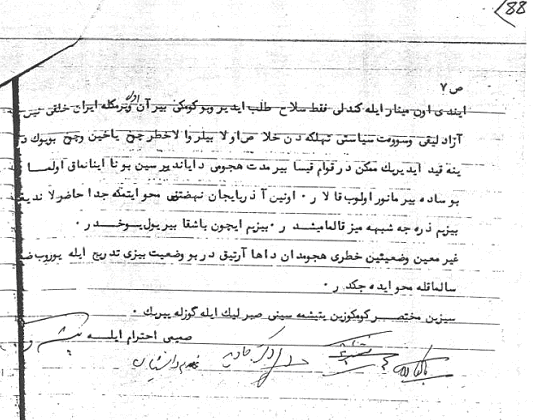
نامه پیشه وری به استالین

## رفتار و سخن پیشه‌وری
وی در ۲۱ آذر ۱۳۲۴ در مقاله‌ای در روزنامه آژیر با عنوان “چرا سید ضیاءالدین طباطبایی را خائن ایران می‌دانیم؟ آیا سران ایلات و عشار مردمان میهن‌پرستی هستند؟ ” می‌نویسد:
«ایران باید یک دولت مستقل ملی به تمام معنا داشته باشد و سعی بکند طایفه بازی و ایل بازی را از بین ببرد. تمام افراد ملت را در زیر یک بیرق و یک قانون تمرکز بدهد. هر کسی بر خلاف این رفتار بکند خائن است. مردان میهن‌پرست هرگز به تضعیف کشور خود اقدام نمی‌کنند و هیچ وقت راضی نمی‌شوند بر خلاف قوانین کشور خود رفتار نموده و هم میهنان خود را آزار بدهند و مرکزیت کشور خود را متزلزل سازند. مردان شرافتمند از بالای سر کشور خود با بیگانگان رابطه نمی‌زنند. در خطرناک‌ترین موقع‌ها علیه دولت مرکزی برنمی‌خیزند و برای احقاق حقوق مشروع یا ادعاهای نامشروع خود از راه دزدی و غارتگری و شورش و بلوا اقدام نمی‌کنند. ارتجاع بین‌المللی از وحدت ایران خوشش نمی‌آید و سعی می‌کند در پیکر ایران دولت‌های کوچک به وجود بیاورد».
ما همیشه گفته‌ایم و اکنون نیز صریحاً می‌گوییم: ما به‌طور جدی به ایران و تمامیت ارضی آن علاقه‌مند ایم. اگر از طرفی خدشه‌ای به آن وارد شود شاید جدّی‌تر و فداکارانه‌تر از ساکنان ایالت‌های دیگر ایران – برای جلوگیری از آن [خدشه] اقدام خواهیم کرد. با این حال هرگز حاضر نیستیم از دفاع از ملّت، زبان و آداب و رسوم و خصوصیت‌مان به شرط آن‌که کشورمان یعنی ایران را خدشه‌دار نکند- صرف‌نظر کنیم. این‌جا چیزی که مغایر با قانون و حقّ حاکمیت خلق‌های ایران باشد وجود ندارد. برعکس اگر ما خود را با دست خودمان اداره کنیم، چه بسا این امر بتواند به تکامل و تعالی ایران رشد بیش‌تری دهد. نهضت ملی ما دیگر از چارچوب ملّی خارج شده و مقام پیشاهنگی جنبش دموکراتیک ایران را احراز کرده است. اکنون دیگر عموم مردم ایران شروع به درک این موضوع و معنای حقیقی آن کرده‌اند. گفتگوهای آغاز شده در تهران موجب روشن شدن ابهامات و سؤتفاهماتی گشته که دشمنان ما به طرق و بهانه‌های گوناگون ایجاد کرده‌اند. این گفتگوها حسن تفاهمی اساسی میان خلق آذربایجان و ایرانیان بیرون از آذربایجان به وجود آورده است. این حسن تفاهمات علی‌رغم تلاش‌های مذبوحانهٔ مرتجعین داخلی و خارجی، روز به روز عمق می‌یابد و نتایج مثبتی می‌دهد.
چنانچه تهران راهِ ارتجاع را انتخاب کند، خداحافظ! راه در پیش. بدون آذربایجان به راه خود ادامه دهد. این است آخرین حرف ما.
آذربایجان ترجیح می‌دهد به‌جای این‌که با بقیه ایران به شکل هندوستان اسیر باشد، برای خود سرزمین ایرلند آزادی باشد.
اگر کار بدین منوال پیش رود، ما چاره‌ای نداریم جز این که تماماً از تهران جدا شده و دولتی مستقل تشکیل دهیم.

## مرگ پیشه‌وری
او در پی فروپاشی فرقه دموکرات آذربایجان، به آذربایجان شوروی گریخته بود سرانجام در ۲۰ تیر ۱۳۲۶ پس از یک حادثه رانندگی در بیمارستان درگذشت. به دلیل مشاجره لفظی پیشه‌وری و میرجعفر باقروف، نخست‌وزیر جمهوری آذربایجان شوروی، احتمال داده شد باقروف در این حادثه دست داشته است.
محمد بی‌ریا وزیر فرهنگ دولت پیشه‌وری، درتاریخ سوم آوریل ۱۹۵۴ نامه‌ای را در هشت صفحه به نخست‌وزیر وقت شوروی «مالنکوف» در رابطه با ۲۱ آذر و حکومت خودمختار آذربایجان و مرگ پیشه‌وری (دال بر قتل عمدی پیشه‌وری) نوشته است.

## نگارخانه

قبر سید جعفر پیشه وری در پارک مفاخر باکو
آرم فرقه دموکرات آذربایجان و سخنانی از پیشه وری کنار قبر وی
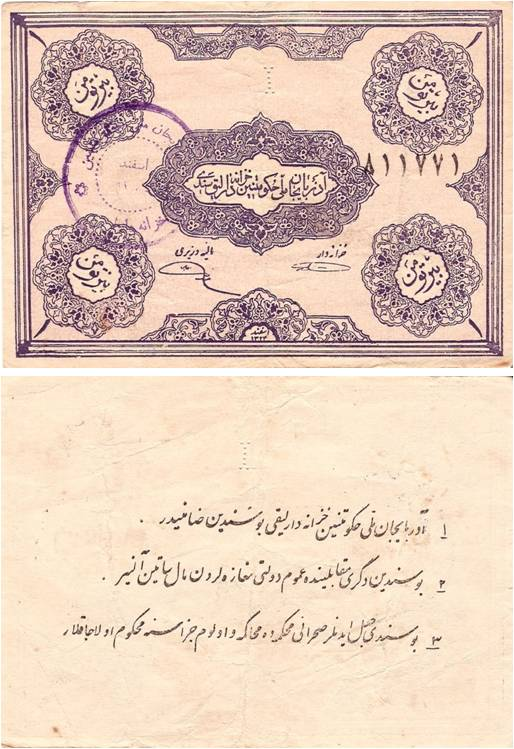
برگه یک تومان حکومت خودمختار آذربایجان
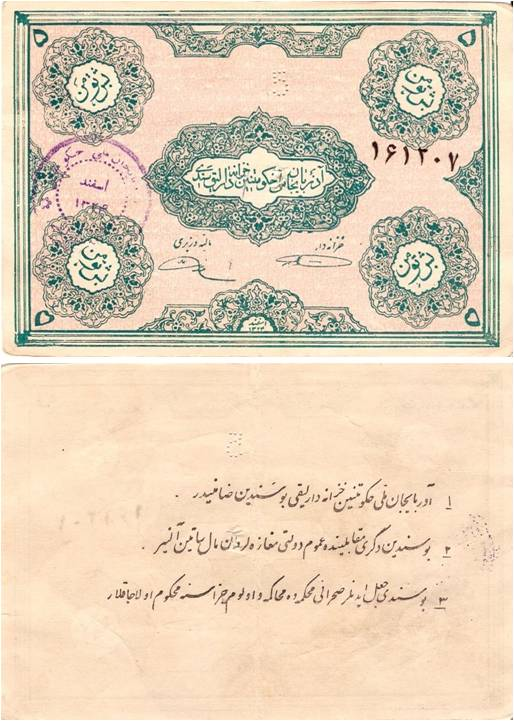
برگه پنج تومانی حکومت خودمختار آذربایجان
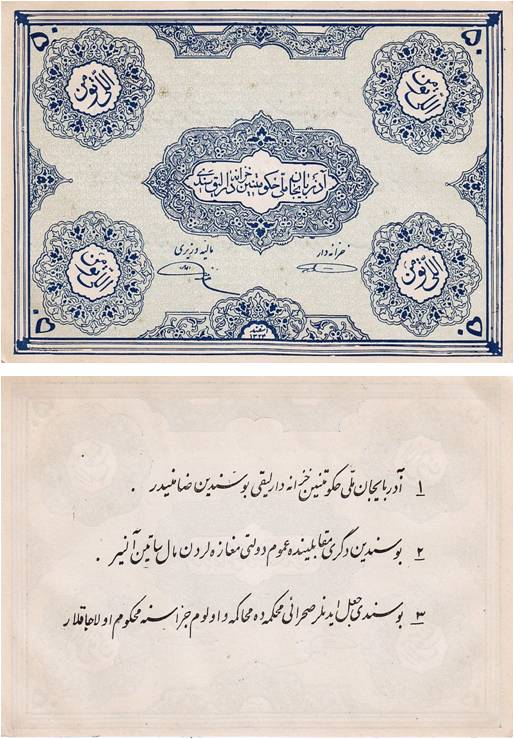
برگه پنجاه تومانی حکومت خودمختار آذربایجان

## نامه‌های فوق محرمانه شوروی

نامه استالین به پیشه‌وری
نامه استالین به پیشه‌وری ۲
نامه استالین به پیشه‌وری ۳

- Stalin, Joseph V (۱۹۴۵-۰۶-۲۱). "Geological Prospecting Work for Oil in Northern Iran". No 9168 SS (به انگلیسی). CWIHP. Archived from the original on 2015-12-22. Retrieved 22 December 2015.
- CC VKP(b) Politburo (6 July 1945). "Measures to Organize a Separatist Movement in Southern Azerbaijan and Other Provinces of Northern Iran" (به انگلیسی). CWIHP. Archived from the original on 22 December 2015. Retrieved 22 December 2015.

- ناشناس (۱۹۴۵-۰۷-۱۴). «نام غیررسمی برای ارزشیابی جهت پایه‌گذاری جنبش‌های جدایی‌خواهانه در شمال ایران». CWIHP. بایگانی‌شده از اصلی در ۲۰۱۵-۱۲-۲۲. دریافت‌شده در ۲۰۱۵-۱۲-۲۲.
- نامه استالین به پیشه‌وری، وبسایت رادیو فردا